# Yoo Byung-soo
Dans ce nom coréen, le nom de famille, Yoo, précède le nom personnel.
Yoo Byung-soo (hangeul : 유병수), né le 26 mars 1988, est un footballeur international sud-coréen. Il évolue au poste d'attaquant.

## Carrière en club
Yoo Byung-soo débute au Incheon United en 2009. Il termine alors 5e au rang des buteurs avec 12 réalisations. La saison suivante, il finit meilleur marqueur du championnat sud coréen avec 22 buts en 28 matches. Il prolonge avec son club jusqu'en 2013 mais il est transféré au Al-Hilal

## Carrière internationale
Yoo Byung-soo reçoit sa première sélection le 3 juin 2009 comme remplaçant. Il est pressenti pour jouer la Coupe du monde de football de 2010 après ses 4 buts contre le Pohang Steelers mais il ne rentre pas dans les plans du sélectionneur Huh Jung-moo.